# یواس‌آرسی جفرسون
یواس‌آرسی جفرسون ممکن است به یکی از موارد زیر اشاره داشته باشد:
- یواس‌آرسی جفرسون (۱۸۰۲)
- یواس‌آرسی جفرسون (۱۸۳۲)